# Stephanie Graf
Stephanie Graf (ur. 26 kwietnia 1973 w Klagenfurt am Wörthersee) – austriacka lekkoatletka specjalizująca się w biegach średniodystansowych (głównie w biegu na dystansie 800 m). Srebrna medalistka igrzysk olimpijskich z Sydney, trzykrotna srebrna medalistka mistrzostw świata (na stadionie oraz w hali), trzykrotna medalistka mistrzostw Europy (także zarówno na stadionie, jak i w hali).

## Przebieg kariery
W najważniejszych zmaganiach lekkoatletycznych startowała jedynie w konkurencji biegu na dystansie 800 metrów. W 1996 roku startowała w halowych mistrzostwach Europy, w ramach których awansowała do finału, zajmując w nim 5. miejsce. Rok później była uczestniczką mistrzostw świata rozgrywanych zarówno w hali, jak i na stadionie, jednak w żadnym ze startów nie zdołała zakwalifikować się do finału. W Budapeszcie na mistrzostwach Europy w 1998 roku otrzymała brązowy medal. W 1999 roku była finalistką halowych mistrzostw globu oraz światowego czempionatu w Sewilli, w końcowej klasyfikacji zajmowała odpowiednio 6. i 7. miejsce. Startowała na rozgrywanych w Gandawie halowych mistrzostwach Europy, gdzie udało się jej wywalczyć tytuł mistrzyni.
Reprezentowała swój kraj podczas rozgrywanych w Sydney igrzysk olimpijskich. Na tej imprezie sportowej zdobyła srebrny medal, w finale konkurencji biegu na 800 m uzyskała czas 1:56,64 i przegrała jedynie z Marią Mutolą (o 0,49 s).
W 2001 roku zdobyła tytuły wicemistrzyni świata podczas halowych mistrzostw w Lizbonie oraz światowego czempionatu lekkoatletycznego w Edmonton. Srebrny medal wywalczyła także w czasie halowych mistrzostw Europy w Wiedniu oraz halowych mistrzostw świata rozgrywanych w Birmingham. Po raz ostatni w zawodach lekkoatletycznych startowała w kwietniu 2005 roku podczas zawodów w konkurencji półmaratonu, które odbyły się w Linz – tamtejsze zmagania zakończyła na 3. miejscu.

## Osiągnięcia
| Rok     | Zawody                    | Miasto     | Miejsce | Wynik   |
| ------- | ------------------------- | ---------- | ------- | ------- |
| 1996    | Halowe mistrzostwa Europy | Sztokholm  | 5.      | 2:04,76 |
| 1997    | Halowe mistrzostwa świata | Paryż      | 6. SF   | 2:04,79 |
| 1997    | Mistrzostwa świata        | Ateny      | 5. H    | 2:02,52 |
| 1997    | Uniwersjada               | Katania    | b.d. SF | 2:05,33 |
| 1998    | Halowe mistrzostwa Europy | Walencja   | 6.      | 2:07,99 |
| 1998    | Mistrzostwa Europy        | Budapeszt  | brąz    | 2:00,11 |
| 1999    | Halowe mistrzostwa świata | Maebashi   | 6.      | 2:04,39 |
| 1999    | Mistrzostwa świata        | Sewilla    | 7.      | 1:57,92 |
| 1999    | Finał Grand Prix IAAF     | Monachium  | 5.      | 2:00,47 |
| 2000    | Halowe mistrzostwa Europy | Gandawa    | złoto   | 1:59,70 |
| 2000    | Igrzyska olimpijskie      | Sydney     | srebro  | 1:56,64 |
| 2001    | Halowe mistrzostwa świata | Lizbona    | srebro  | 1:59,78 |
| 2001    | Mistrzostwa świata        | Edmonton   | srebro  | 1:57,20 |
| 2001    | Igrzyska dobrej woli      | Brisbane   | brąz    | 2:00,93 |
| 2001    | Finał Grand Prix IAAF     | Melbourne  | brąz    | 2:00,40 |
| 2002    | Halowe mistrzostwa Europy | Wiedeń     | srebro  | 1:55,85 |
| 2003    | Halowe mistrzostwa świata | Birmingham | srebro  | 1:59,39 |
| 2003    | Mistrzostwa świata        | Paryż      | DNS     | N/A     |
| Źródło: |                           |            |         |         |

W swej karierze wywalczyła trzynaście tytułów mistrzyni Austrii, w tym siedem podczas halowych mistrzostw kraju. Złote medale otrzymała w konkurencji biegu na dystansie zarówno 400, jak i 800 m.

## Rekordy życiowe
- bieg na 400 m – 52,69 (12 czerwca 1999, Tel Awiw)
- bieg na 800 m – 1:56,64 (25 września 2000, Sydney)
- bieg na 1000 m – 2:34,47 (28 sierpnia 1998, Bruksela)
- bieg na 1500 m – 4:13,58 (21 sierpnia 1996, Linz)
- półmaraton – 1:24:26 (17 kwietnia 2005, Linz)
- sztafeta 4 × 400 m – 3:41,57 (30 czerwca 1996, Oordegem)

Halowe
- bieg na 400 m – 53,67 (13 lutego 2000, Wiedeń)
- bieg na 800 m – 1:55,85 (3 marca 2002, Wiedeń)  – jest to również 2. wynik w historii światowej lekkoatletyki, o 0,03 sekundy lepszy rezultat osiągnęła rekordzistka świata w tej konkurencji Jolanda Čeplak[5]
- bieg na 1500 m – 4:28,18 (10 lutego 1996, Wiedeń)

Źródło: 

## Odznaczenia i wyróżnienia
W 2000 roku została odznaczona Srebrną Odznaką Honorową za Zasługi dla Republiki Austrii.
W latach 2000–2001 została wybrana sportsmenką Austrii roku, natomiast w 2001 roku została wyróżniona nagrodą Europejskiej Lekkoatletki Roku.